# العلاقات البلغارية البيلاروسية
العلاقات البلغارية البيلاروسية هي العلاقات الثنائية التي تجمع بين بلغاريا وروسيا البيضاء.

## مقارنة بين البلدين
هذه مقارنة عامة ومرجعية للدولتين:
| وجه المقارنة                                              | بلغاريا                                                                             | روسيا البيضاء                    |
| --------------------------------------------------------- | ----------------------------------------------------------------------------------- | -------------------------------- |
| المساحة (كم2)                                             | 110.99 ألف                                                                          | 207.60 ألف                       |
| عدد السكان (نسمة)                                         | 7.08 مليون                                                                          | 9.50 مليون                       |
| الكثافة السكانية (ن./كم²)                                 | 63.79                                                                               | 45.76                            |
| العاصمة                                                   | صوفيا                                                                               | مينسك                            |
| اللغة الرسمية                                             | اللغة البلغارية                                                                     | اللغة البيلاروسية، اللغة الروسية |
| العملة                                                    | ليف بلغاري                                                                          | روبل بلاروسي                     |
| الناتج المحلي الإجمالي (بليون دولار)                      | 56.83 مليار                                                                         | 54.44 مليار                      |
| الناتج المحلي الإجمالي (تعادل القوة الشرائية) بليون دولار | 130.99 مليار                                                                        | 168.35 مليار                     |
| الناتج المحلي الإجمالي الاسمي للفرد دولار أمريكي          | 8.03 ألف                                                                            | 5.74 ألف                         |
| الناتج المحلي الإجمالي للفرد دولار أمريكي                 | 17.21 ألف                                                                           | 18.18 ألف                        |
| مؤشر التنمية البشرية                                      | 0.782                                                                               | 0.798                            |
| رمز المكالمات الدولي                                      | +359                                                                                | +375                             |
| رمز الإنترنت                                              | .bg، .бг ‏                                                                           | .by، .бел                        |
| المنطقة الزمنية                                           | ت ع م+02:00، ت ع م+03:00، أوروبا/صوفيا ‏، توقيت شرق أوروبا، توقيت شرق أوروبا الصيفي ‏ | ت ع م+03:00                      |

## مدن متوأمة
في ما يلي قائمة باتفاقيات التوأمة بين مدن بلغارية وبيلاروسية:
- ترتبط برنيك مع أورشا باتفاقية توأمة منذ 26 يوليو 1998.[17][18][19][17]
- ترتبط بلفن مع برست باتفاقية توأمة منذ 1999.
- ترتبط بلدية برغاس [الإنجليزية]‏ مع غوميل باتفاقية توأمة.[20]
- ترتبط Karlovo [الإنجليزية]‏ مع بارانافيتشي باتفاقية توأمة منذ 29 مايو 1999.
- ترتبط غابروفو مع موجيلوف باتفاقية توأمة منذ 2002.[21][22][23][24]
- ترتبط سيليسترا مع ليدا باتفاقية توأمة.
- ترتبط فراتسا مع كوبرين باتفاقية توأمة منذ 1966.
- ترتبط بازارجيك مع باريساو باتفاقية توأمة.
- ترتبط بورغاس مع غوميل باتفاقية توأمة منذ 28 مايو 2012.[20][20]

## منظمات دولية مشتركة
يشترك البلدان في عضوية مجموعة من المنظمات الدولية، منها:
| علم المنظمة | اسم المنظمة                               | تاريخ انضمام بلغاريا | تاريخ انضمام روسيا البيضاء |
| ----------- | ----------------------------------------- | -------------------- | -------------------------- |
|             | اتفاقية السماوات المفتوحة                 | ?                    | ?                          |
|             | منظمة الأمن والتعاون في أوروبا            | 25 يونيو 1973        | 30 يناير 1992              |
|             | مؤسسة التمويل الدولية                     | 22 يوليو 1991        | 2 نوفمبر 1992              |
|             | منظمة حظر الأسلحة الكيميائية              | ?                    | ?                          |
|             | الأمم المتحدة                             | 14 ديسمبر 1955       | 24 أكتوبر 1945             |
|             | الاتحاد الدولي للاتصالات                  | 18 سبتمبر 1880       | 7 مايو 1947                |
|             | منظمة الشرطة الجنائية الدولية             | ?                    | ?                          |
|             | البنك الدولي للإنشاء والتعمير             | 25 سبتمبر 1990       | 10 يوليو 1992              |
|             | الاتحاد البريدي العالمي                   | ?                    | ?                          |
|             | المركز الدولي لتسوية المنازعات الاستشارية | 13 مايو 2001         | 9 أغسطس 1992               |
|             | وكالة ضمان الاستثمار متعدد الأطراف        | 23 سبتمبر 1992       | 3 ديسمبر 1992              |
|             | يونسكو                                    | 17 مايو 1956         | 12 مايو 1954               |
|             | مجموعة الموردين النوويين                  | ?                    | ?                          |

## وصلات خارجية
- موقع وزارة الخارجية البلغارية
- موقع وزارة الخارجية البيلاروسية